# Buckelater
Buckelater là một chi bọ cánh cứng trong họ 
Elateridae.
Chi này được Costa miêu tả khoa học năm 1973.

## Các loài
Chi này có các loài:
- Buckelater argutus Costa, 1973